# Hemerocallis esculenta
Hemerocallis esculenta är en grästrädsväxtart som beskrevs av Gen-Iti Koidzumi. Hemerocallis esculenta ingår i släktet dagliljor, och familjen grästrädsväxter. Inga underarter finns listade i Catalogue of Life.

## Bildgalleri

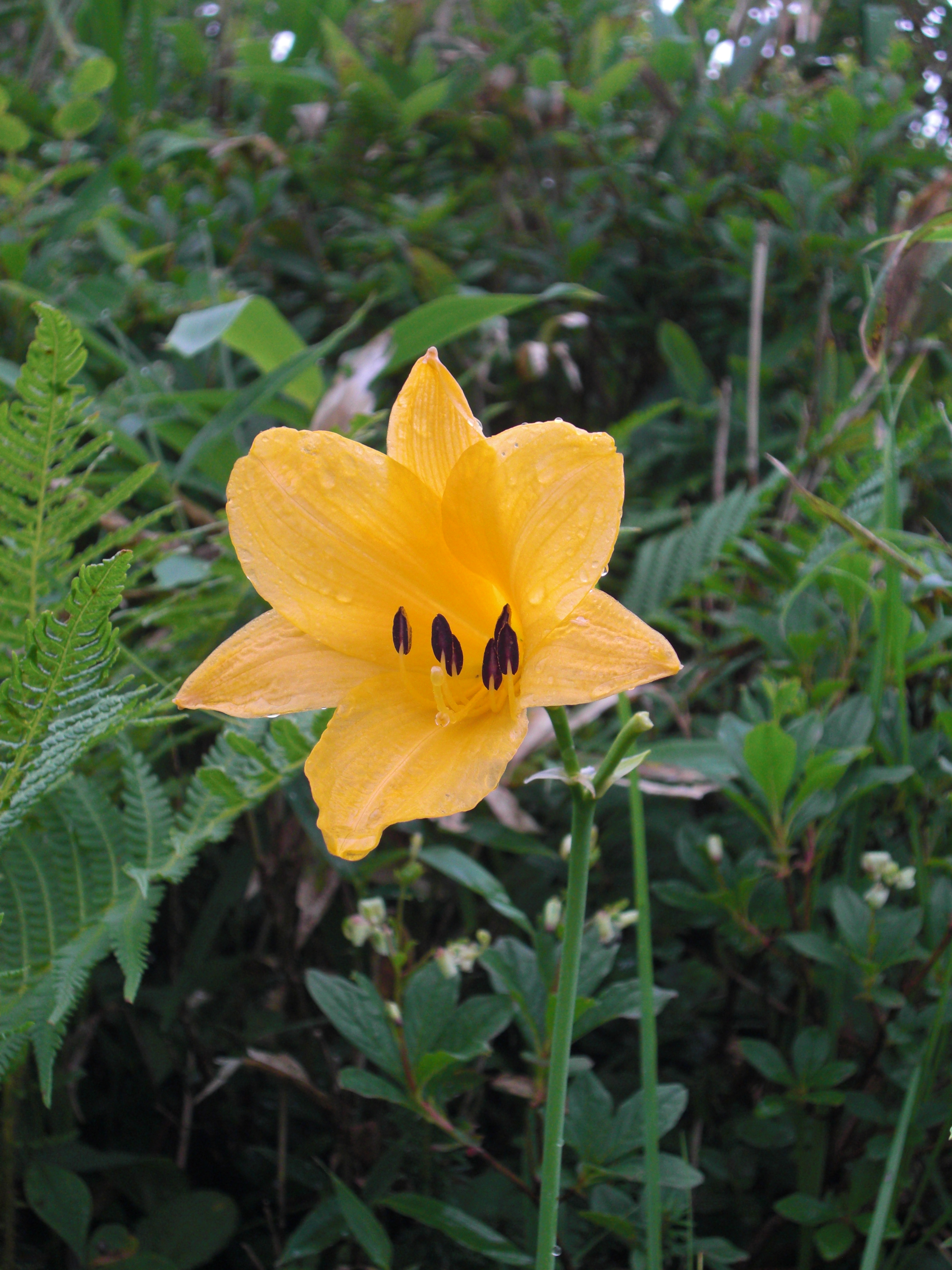
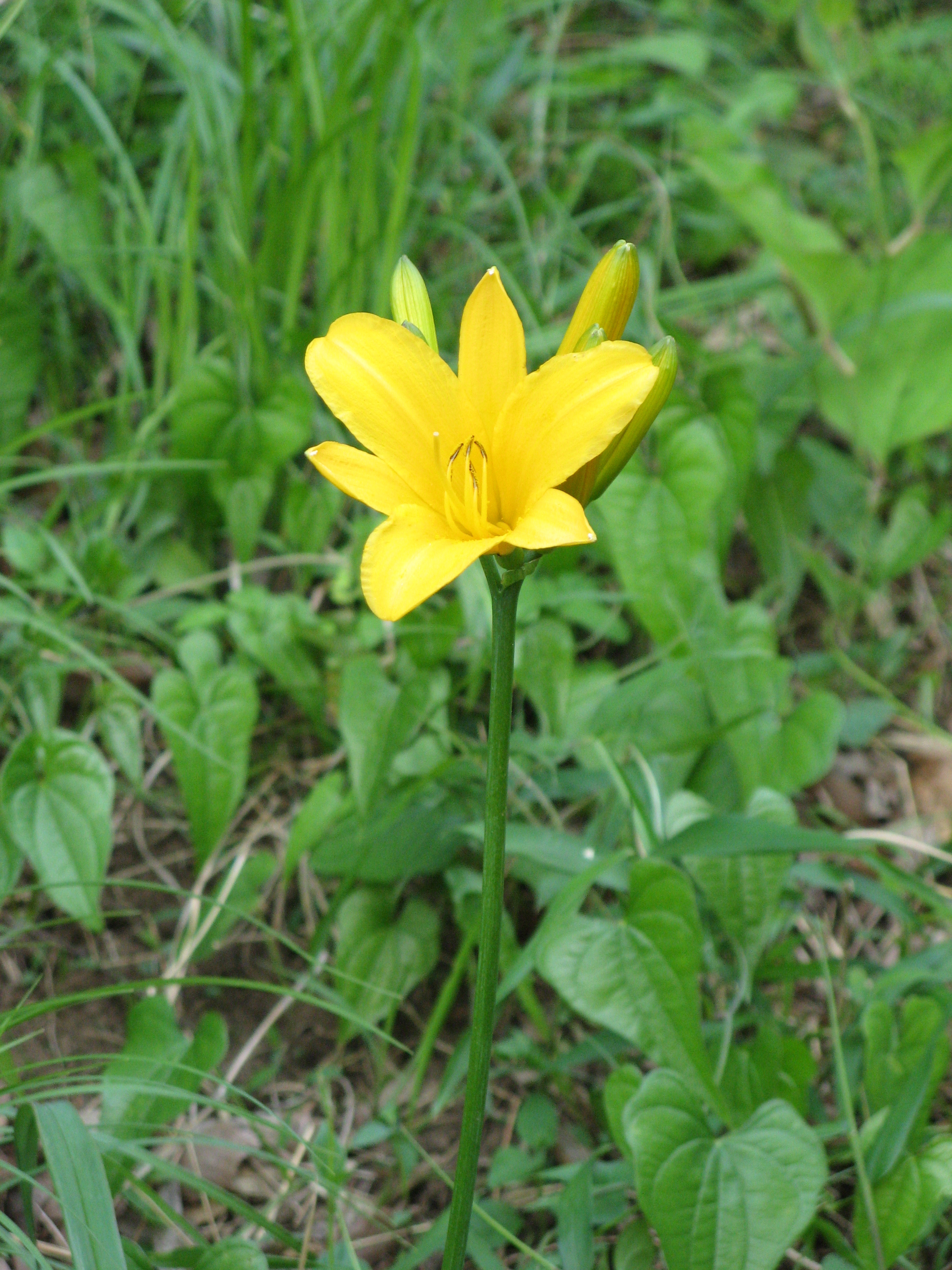
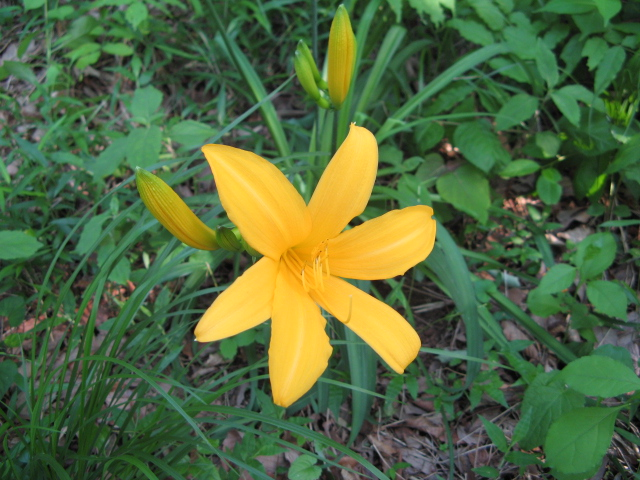
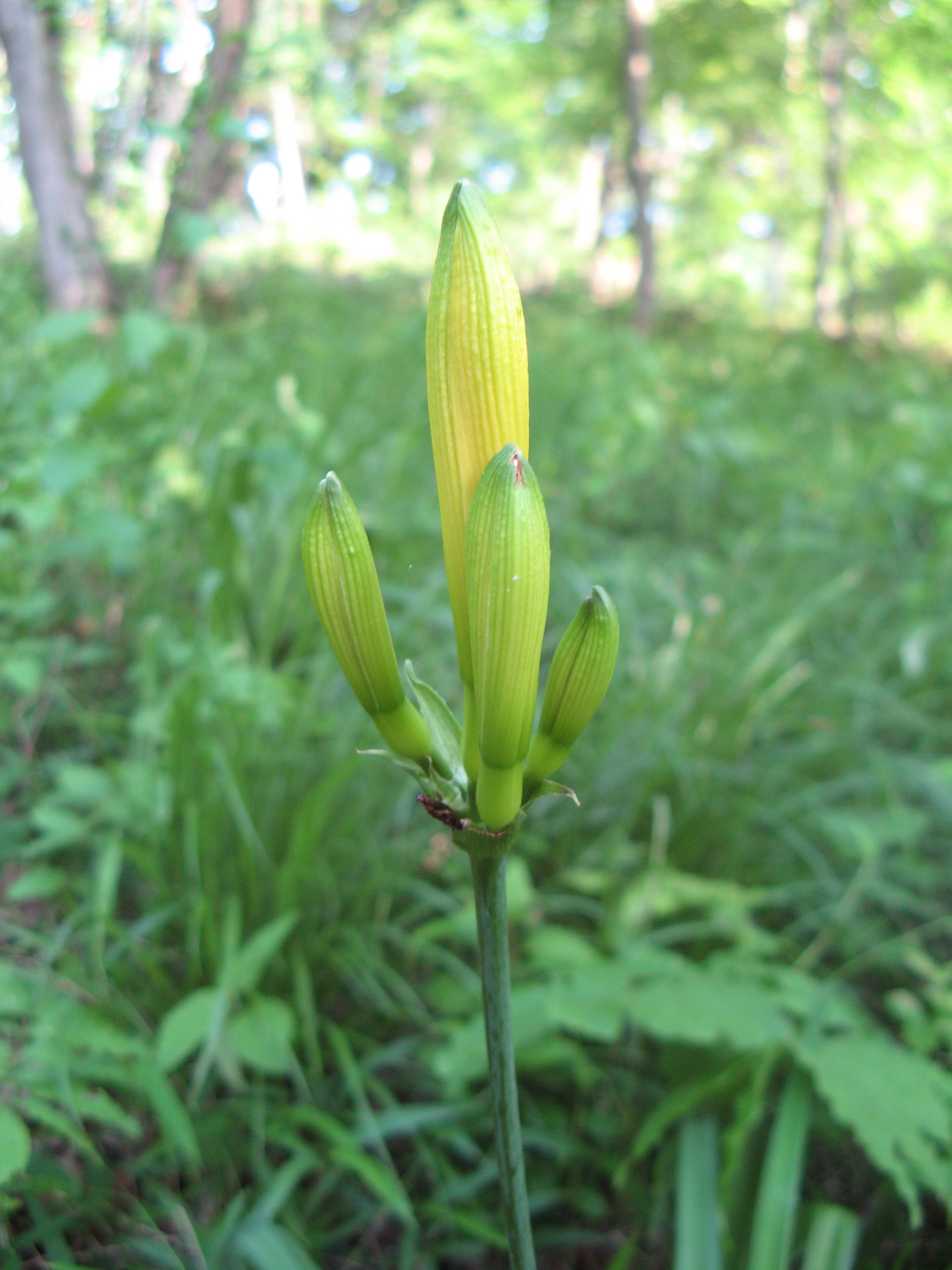
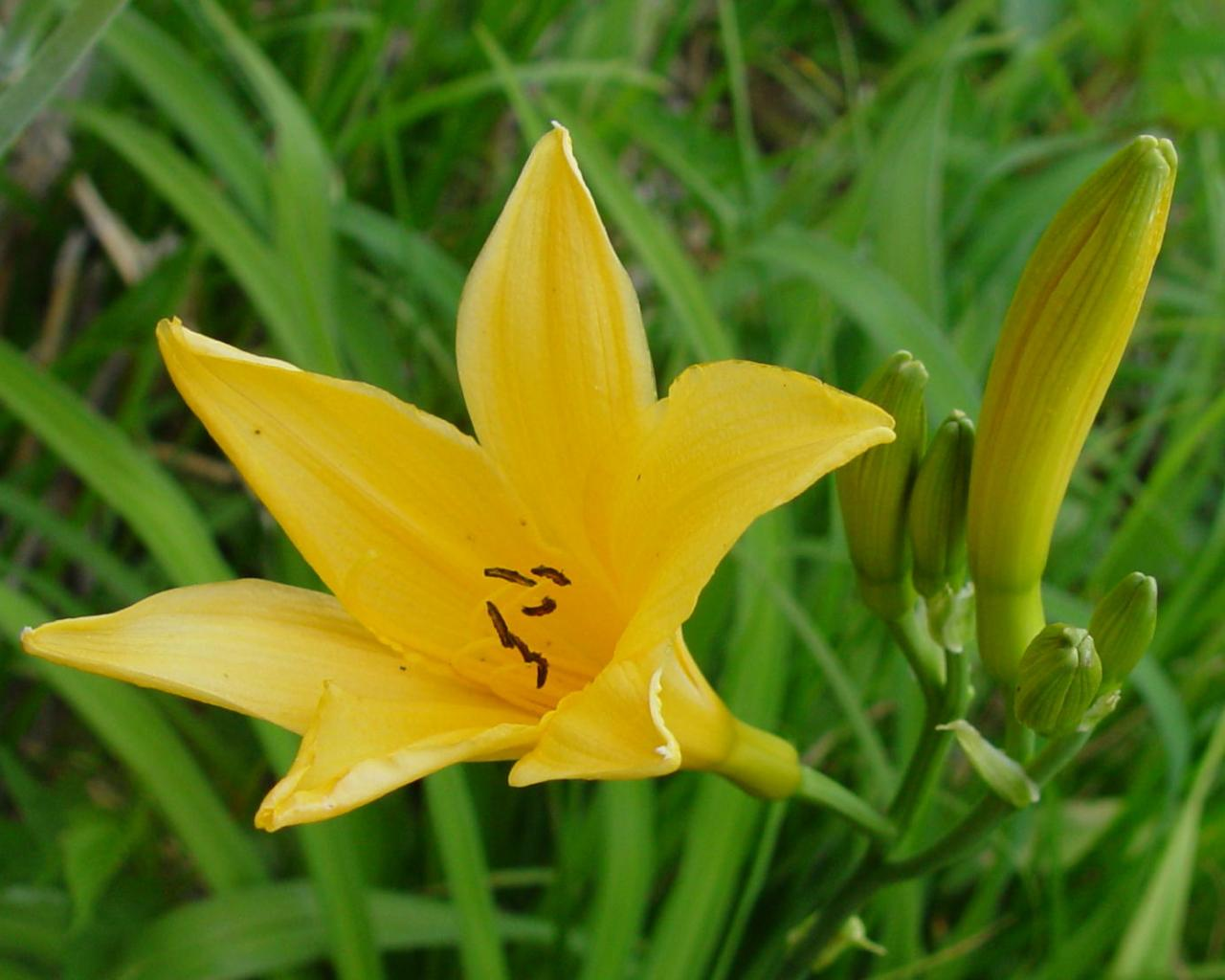
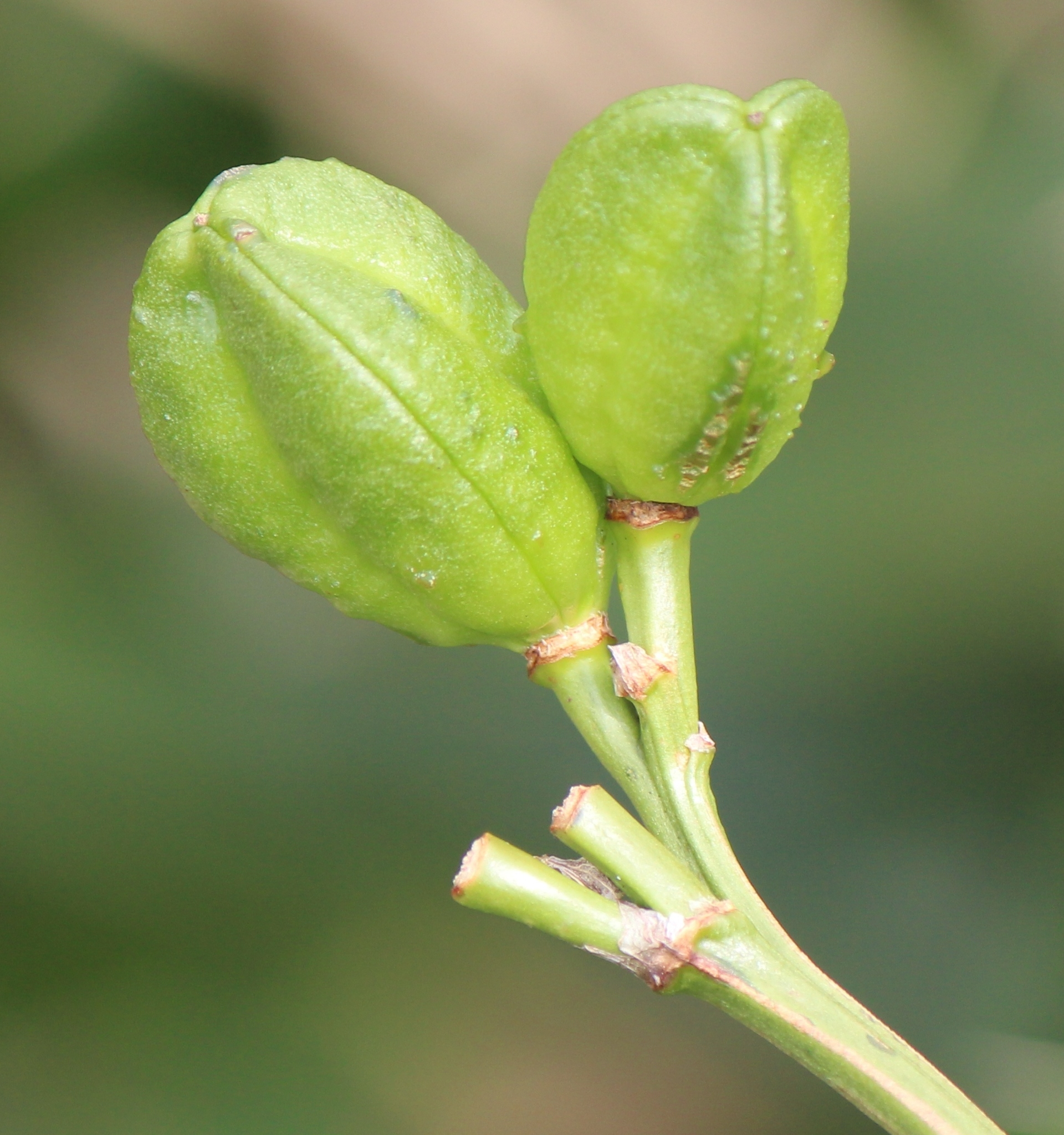